# ایستن (تگزاس)
ایستن، تگزاس (به انگلیسی: Easton, Texas) یک شهر در ایالات متحده آمریکا با جمعیت ۵۱۰ نفر است که در شهرستان گرگ، تگزاس واقع شده‌است.

## موقعیت جغرافیایی
موقعیت جغرافیایی شهرها و مناطق اطراف به شرح زیر است: